# 災害復旧

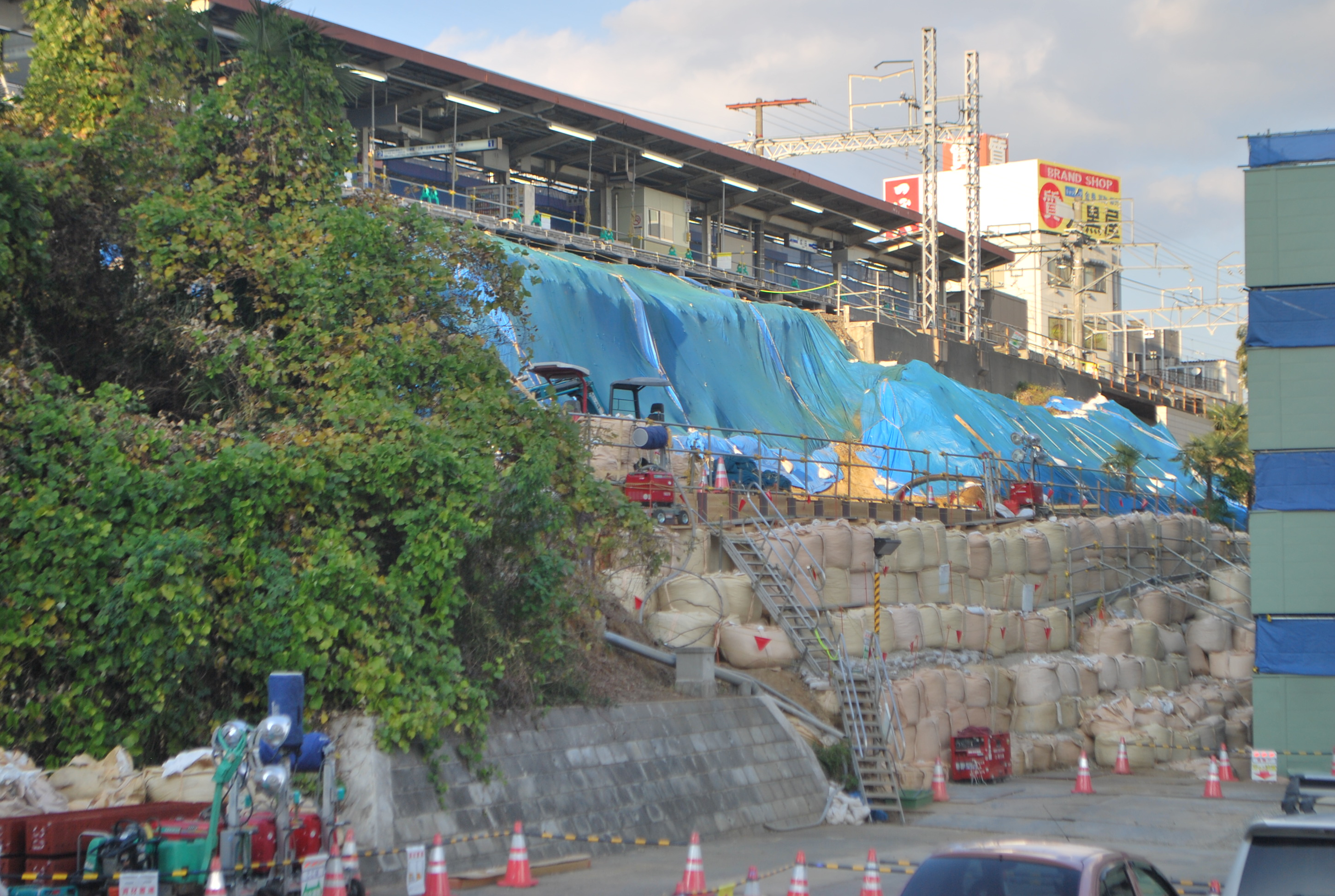
台風による大雨により崩落した鉄道駅の復旧工事

災害復旧（さいがいふっきゅう）とは、災害復興に関する事業のうち、特にインフラストラクチャー等の復旧事業を指す。狭義には地方公共団体（都道府県・市町村）が公共土木施設災害復旧事業費国庫負担法（負担法）に基づいて施行するもの、あるいは国が直轄事業として施行するものを指すが、広義には農地や農業用施設（水路、ため池、農道など）に対する復旧事業を含めたり、負担法の対象とならない学校・病院など公共性の高い建築物、ならびに鉄道・ガス・上水道など民間企業の所管するライフラインの復旧事業を含むことがある。

## 災害復興と災害復旧の違い
「災害復興」が民間施設の再建など広く災害からの再興を指すのに対し、災害復旧は公共的な施設の機能の復元を指している。従って、基本的には公共的な施設について従前の機能を回復させるまでが災害復旧であり、それ以上の機能の向上は基本的には災害復旧の範疇をはずれると考えられる（ただし、別途に改良費を投入して効用の増大を図る制度もある。当該項を参照）。
また、異常気象によらない被害（事故・テロ）からの復旧についても災害復旧とは見なさないことが多い。

## 負担法に基づく災害復旧

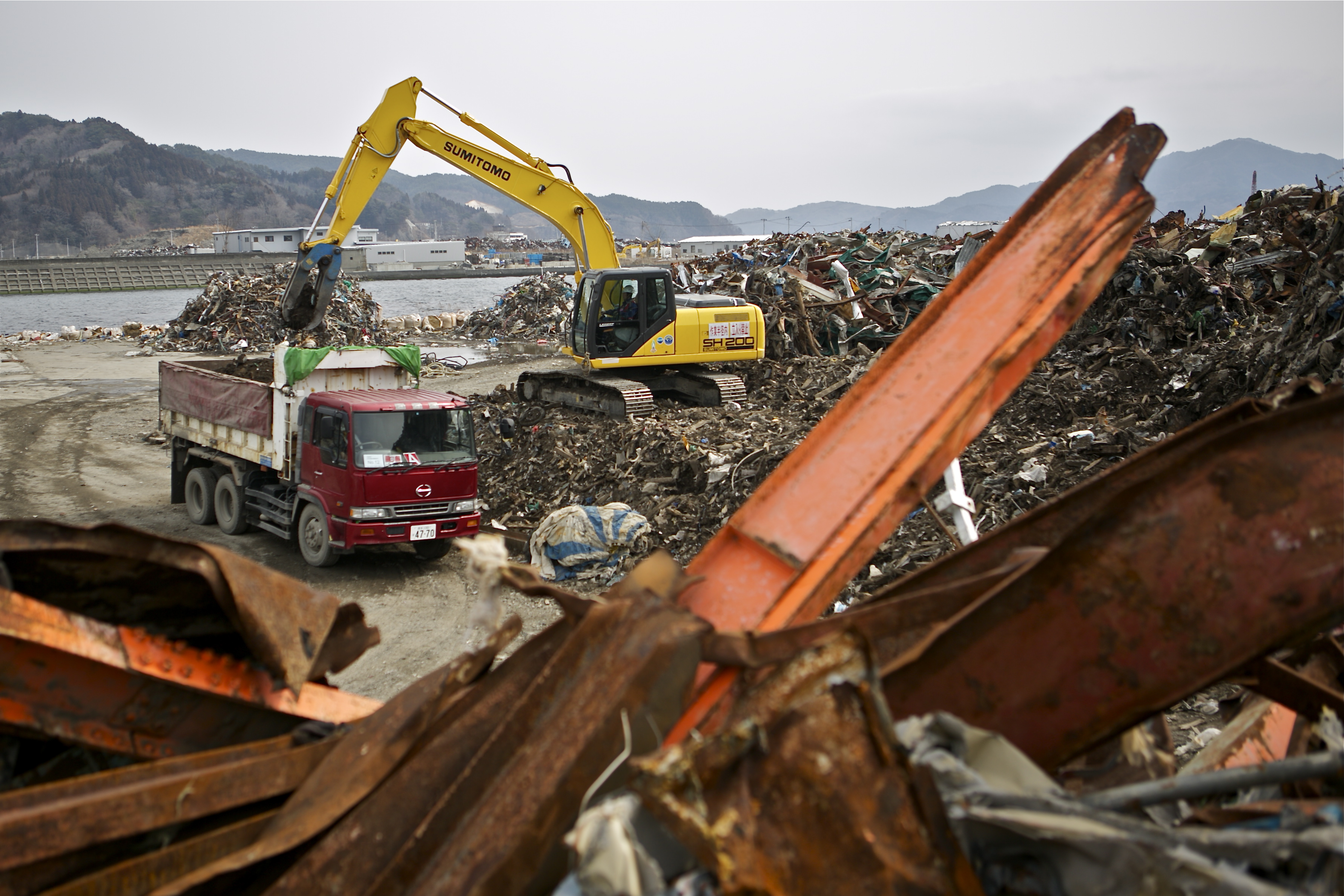
東日本大震災の津波の瓦礫除去

災害を受けた施設などの従前の効用を回復するために行う事業であるが、公共土木施設については財源として公共土木施設災害復旧事業費国庫負担法に基づく国の負担及び国庫補助制度は確立しており、国土交通省都市局所管の都市災害復旧事業と水管理・国土保全局所管の河川等災害復旧事業とに分類される。
都市災害復旧事業とは被災した街路、連続立体交差、公園、都市排水施設といった都市施設を原型に復旧することが不可能な場合には、従前の効用を復旧するための措置をとる、市街地が堆積土砂により被災した場合の堆積土砂排除を行う、といった事業である。
河川等災害復旧事業については、被災した河川、海岸、砂防設備、地すべり防止施設、急傾斜地崩壊防止施設、道路及び下水道といった公共施設を原型に復旧する事業である（道路の災害復旧も道路局ではなく水管理・国土保全局所管となる）。
これら両局所管の災害復旧の他、さらに、活動火山対策特別措置法に基づき、火山爆発等の火山現象により多量の降灰があった場合に、これを除去する降灰除去事業がある。
地方公共団体が管理している公共土木施設（河川・道路・砂防施設など）が異常気象で被災した場合、本来であれば管理する自治体が自らの予算措置で施設機能の復旧を行う必要がある。しかし、地方公共団体の財政力には限界があり、異常気象により集中的に施設被害を受けた場合には復旧に長い期間を要する事が予想され、その場合には公共施設の機能不全により生活環境の悪化、ひいては地域の衰退を招きかねない状況にある。
このことを防ぐため、国が一定の基準に基づいて財政援助を行うことにより、施設の早期の機能復旧を測り、民政安定に寄与することが負担法の目的である。国の判断に基づき金額の多寡を決定できる補助金と異なり、請求があって適正と認められたものについては支出を行わなければならないことになっている。
早期復旧の観点から負担割合は復旧に要する費用の66.7%（離島は80.0%、その他激甚災害法の適用などにより割合の嵩上げがある）と、一般の補助事業の補助率（50～55%）に比べても高率であり、原則として被災年を含めて3年以内（予算の標準進度は、1年目85%、2年目99%、3年目100%となっている。）に支出される。
国土交通省水管理・国土保全局防災課の統計によると、1951年（昭和26年）に負担法に基づく制度が出来て以降、全国で約300万箇所の災害が負担法に基づき復旧が行われ、都道府県所管分の河川だけでも約83000kmで災害復旧が行われたという。

### 制度の概要
一定の基準を満たした異常気象（※）が発生し公共土木施設が一定規模（都道府県施設で120万円/箇所、市町村施設で60万円/箇所）以上に被災した場合、国に対して公共土木施設の被害報告を提出し、復旧に要する費用を算定の上で国に負担金の請求を行う。
国は被害の程度を確認し、被災の原因・復旧工事の概要など請求された内容が適正なものであるかの査定（災害査定）を行う。災害査定には所管省庁（国土交通省、農林水産省など）の査定官が現地に赴いて査定を行う。査定には財務省の立会官（「たちあいかん」ではなく、「りっかいかん」と読む。）が同行し、国費として支出される内容が適正かどうかの確認を行う。
原則として、申請者、査定官及び立会官の3者合意の下に査定額の決定を行う。
査定の結果に基づき、年間の負担額が決定されると、国は負担金の支出を行う。
（※）異常気象の基準
- 河川で警戒水位以上または河岸高の1/2以上の出水
- 24時間降水量80mm以上、時間雨量20mm程度以上
- 最大風速15m/sec以上の暴風、など

### 改良復旧事業制度
負担法に基づく災害復旧はあくまでも従前の機能までの復旧しか行われないため、元々の設備としての機能が不十分である場合には負担法に基づく災害復旧では不十分なケースがある。このような場合、負担法に基づく災害復旧費に併せて別途に施設改良のための費用を投入することで、効用を増大させ、安全度を高めることができる。
別途改良費については、一定基準を満たし、効用の増大が確認できる場合には国からの補助制度がある。以下の5種類があるが、これらを総称して「改良復旧事業」と呼ばれている。
- 災害関連事業 - 被災した施設の効用増大、被災していない施設を含めた一連の改良、など
- 災害復旧助成事業 - 河川等における災害関連事業の内、規模が大きく一定計画に基づく改良が行われる場合
- 河川等災害特定関連事業 - 災害発生の要因となった施設（堰・橋梁など）の改築による被災原因の除去
- 河川等災害関連特別対策事業 - 災害関連事業・災害復旧助成事業区間の前後で、災害発生の原因となりうる施設の改築による被災原因の除去
- 特定小川災害関連事業 - 学校などの公共施設などに近接した小河川が被災した場合に、災害復旧に併せて河川機能の保全と河川環境の創出を行う事業

## 農地災害復旧
異常気象により農地が荒廃した場合、または農業用施設（頭首工、ため池など）が被災し、これらの復旧を地方公共団体または土地改良区が行う場合、農林水産業施設災害復旧事業費国庫補助の暫定措置に関する法律（暫定法）に基づき災害復旧事業費に対する国庫補助が行われる。補助率はおおむね50%（激甚災害法の適用により補助率の嵩上げあり）で、受益者からの負担金を必要とする。

## 直轄災害復旧
国が直接管理している施設（一級河川、国道のうち指定区間、等）が異常気象により被災した場合、直轄災害復旧事業として特別の予算措置が行われ、施設の復旧が実施される。基準は負担法の基準に準じ、復旧費用の一部については都道府県からの負担金が支出される。
また、これとは別に、本来地方公共団体が施行すべき災害復旧事業について、被災規模が特に甚大、または直轄事業と一体的な復旧が必要と認められる場合には、国が直轄事業として災害復旧事業を行う場合がある。これも前項と同様に復旧費用の一部については都道府県からの負担金が支出される。

## 民間施設の災害復旧
民間が所有するライフラインの復旧にあたっては、公共財であると同時に企業等の収益源であるという観点から、原則として所有する企業等が復旧費用の全額を負担する。しかし、生活に著しい影響があり復旧費用に多大な支出を必要とする施設の復旧にあたっては、地元自治体が負担を行う場合がある。ただしこれらには特定の法令が存在するわけではなく、個別に対応が検討されることになる。
鉄道においては、鉄道軌道整備法第八条第四項に鉄道事業者が実施する災害復旧工事費を国が一部（25%以内）補助できる規定が設けられている。近年では平成16年7月福井豪雨で足羽川にかかる橋梁が流失したJR越美北線と、2010年（平成22年）の豪雨で厚狭川にかかる橋梁が流失したJR美祢線の復旧費用について、国と地元自治体が整備主体の西日本旅客鉄道（JR西日本）に対して復旧費用の一部を補助（負担）している事例がある。また、平成25年台風第18号によって、杣川にかかる橋梁が流出するなどした信楽高原鐵道は上下分離方式で運営されていたことから、信楽高原鐵道と甲賀市（地元自治体）に対して復旧費用の一部が補助されている。

## 補助金目当てに被害を偽装する例
災害による被害は上記制度に沿って補助金による復旧が行われるため、過去には老朽化した施設を災害に遭ったと偽って故意に破壊する、または風水害時に容易に倒壊させるよう工作する例も見られた。
昭和30年代までに発覚したケースには、山形県、愛媛県などで橋脚をダイナマイトで破壊する大掛かりな例もあった。1968年には和歌山県南部川村の村議らが林道の木橋をロープで引き倒した例、1970年には京都府夜久野町の区長や府職員が集落内に架かる木橋をノコギリで切断した例が発覚している。

## 参考資料
- 『災害手帳　平成23年』全日本建設技術協会、2011年5月。